# 坂井和史
坂井 和史（さかい かずふみ、1947年10月2日 - ）は、日本の元バスケットボール選手である。

## 来歴
日本鋼管で選手として活躍。
全日本にも選ばれ、1972年ミュンヘンオリンピックなどにも出場。

## 代表歴
- ミュンヘンオリンピック
- 1970アジア大会